# Találkoztam boldog cigányokkal is
A Találkoztam boldog cigányokkal is (eredeti cím szerbül: Skupljači perja) egy 1967-ben készült jugoszláv film.

## Adatok
- Rendező, forgatókönyvíró, zeneszerző: Aleksandar Petrović
- Operatőr: Tomislav Pinter

Szereplők:
- Bekim Fehmiu (Bora)
- Olivera Vučo (Lence)
- Bata Živojinović (Mirta)
- Mija Aleksic (Otac Pavle)
- Gordana Jovanović (Tisa)

A film valahol a Balkánon játszódik tollgyűjtő cigányok zárt világában. A szigorú törvények és hagyományok ellenére szabadnak érzik magukat. Boro, a film főhőse beleszeret egy cigánylányba, és feleségül akarja venni. A lány apja, Boro üzlettársa azonban megtiltja a házasságot. Ez elindítja a bonyodalmat.

## Díjak
- Cannes: (1968) – Nagydíj
- Golden Globe díj: (1968) – Legjobb idegen nyelvű film, jelölés
- Oscar-díj: (1968) – Legjobb idegen nyelvű film, jelölés